# 帕薩德湖

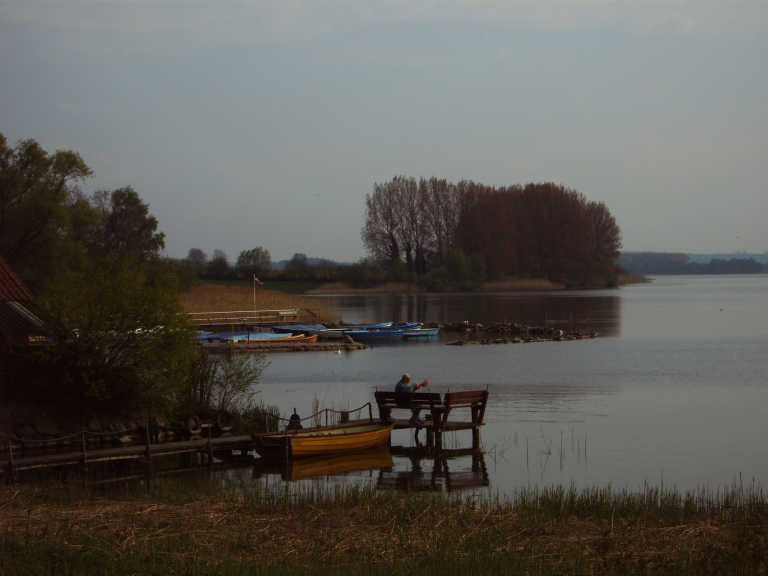

54°20′56″N 10°19′8″E / 54.34889°N 10.31889°E
帕薩德湖（德語：Passader See），是德國的湖泊，位於該國北部石勒蘇益格-荷爾斯泰因州，面積2.7平方公里，海拔高度19米，最大水深10.7米，湖岸線長度12公里。